# Elecciones generales de las Islas Caimán de 2009
Elecciones generales tuvieron lugar en las Islas Caimán el 20 de mayo de 2009 junto a un referéndum sobre el borrado de una constitución. La oposición del Partido Unido Democrático derrotó al Movimiento Progresista Popular gobernante.

## Resultados
| Partido                        | Votos  | %     | Escaños | +/– |
| ------------------------------ | ------ | ----- | ------- | --- |
| Partido Unido Democrático      | 17 299 | 44,21 | 9       | +4  |
| Movimiento Progresista Popular | 11 645 | 29,78 | 5       | –4  |
| Independientes                 | 10 189 | 26,04 | 1       | 0   |
| Total                          | 39 133 | 100   | 15      | 0   |